# Youssef Benali (rukometaš)
Youssef Benali (28. svibnja 1987.), tunisko-katarski rukometaš. Nastupa za Al-Arabi SC i katarsku reprezentaciju. Sudjelovao na svjetskom prvenstvu 2019.

## Vanjske poveznice
|  | Zajednički poslužitelj ima još gradiva o temi Youssef Benali |